# Lady Bouvier's Lover
Lady Bouvier's Lover, llamado El amante de Madame Bouvier en España y El amante de Lady Bouvier en Hispanoamérica, es un episodio perteneciente a la quinta temporada de la serie animada Los Simpson, emitido originalmente el 12 de mayo de 1994. El episodio fue escrito por Bill Oakley y Josh Weinstein y dirigido por Wes Archer.

## Sinopsis
Todo comienza el día del primer cumpleaños de Maggie, en el cual la familia entera concurre a celebrarlo. En la fiesta, el Abuelo se empieza a sentir solo, y cuando se aburre, le sugiere a Marge que le prepare una cita con su madre. La pareja del Abuelo y la madre de Marge va bien, pero una noche, luego de ir a bailar, el Sr. Burns baila una pieza con ella. Luego de ese suceso, la dama decide que Burns era un mejor partido que el Abuelo.
Mientras tanto, Bart oye hablar sobre un programa que vendía dibujos originales de Tomy & Daly al precio de 350 dólares la pieza. Bart ordena uno con el dinero de la tarjeta de crédito de Homer y, cuando el dibujo llega, descubre que solo es un brazo. Unos días después, el Sr. Burns declara estar enamorado de la Sra. Bouvier, lo que iba en contra de los intereses de Marge. Bart, sin embargo, diciéndole a Burns que a su abuela le encantaba que sus pretendientes le obsequiaran dinero a sus nietos, obtiene 350 dólares para pagarle a Homer el dibujo. 
En el día de la boda de Burns y Jacqueline Bouvier, la pareja va hacia la iglesia de Springfield para casarse. Minutos antes de que todo se concretase, se ve al abuelo adentro de la vitrina del piano y él rompiendo el vidrio irrumpe en la ceremonia para preguntarle a Jacqueline si no prefería casarse con él en lugar de optar por el Sr. Burns. Aunque la dama dice que no se casaría con ninguno de los dos, el Abuelo dice que eso era suficiente para él, y juntos se van en un autobús.